# 이용민 (영화 감독)
이용민(1916년~ 1983년 4월 26일)은 대한민국의 영화 감독이다. 1974년까지 영화를 찍었다.

## 감독
- 1975년: 공포의 이중인간
- 1970년: 사녀의 한
- 1970년: 위험한 남편
- 1969년: 악마와 미녀[한국의 새 1- 10.원병오 박사 감수][정복자][윤봉길의사]
- 1967년: 일본천황과 안중근의사
- 1966년: 목 없는 미녀[호랑이 꼬리를 밟은 산나이]
- 1965년: 살인마 (A Devilish Homicide)
- 1963년: 무덤에서 나온 신랑
- 1962년: 지옥문
- 1962년: 맹진사댁 경사
- 1961년: 한국의 비극
- 1960년: 귀거래
- 1959년: 고개를 넘으면
- 1957년: 산유화
- 1956년: 서울의 휴일 (Holiday in Seoul)
- 1956년: 포화속의 십자가
- 1954년: 백만의 별
- 1949년: 목동과 금시계
- 1946년: 제주도 풍토기